# Affaire Arthur Raffalovich
L’affaire Arthur Raffalovich, dénoncée dans L'Abominable vénalité de la presse, recueil paru en 1931, est un scandale médiatico-financier de corruption des médias pour vanter le placement en France des emprunts russes au début du XXe siècle. Révélé après la Première Guerre mondiale par une série d'articles du quotidien L'Humanité s'appuyant sur les archives officielles tsaristes saisies par l'Union soviétique, ce scandale débouche sur l'adoption par le Parlement d'un statut de journaliste professionnel.

## Histoire

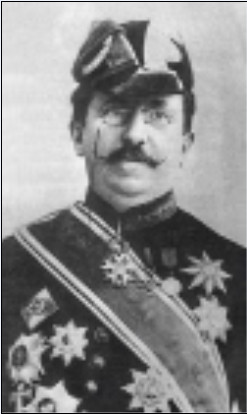
Arthur Raffalovich.

La correspondance d'Arthur Raffalovich, représentant du ministère des Finances russe à Paris, et correspondant de l'Institut, employé à l'ambassade de Russie, est publiée dans L’Humanité du 5 décembre 1923 au 30 mars 1924 par Boris Souvarine,. Moscou a utilisé des intermédiaires rémunérés et des représentants quasi officiels à Paris pour la corruption de nombreux journaux et journalistes français, de 1896 à 1914, au moment des levées de fonds géantes à la Bourse de Paris, en particulier les emprunts russes.
Des détails sont retrouvés dans la correspondance d'un fonctionnaire au ministère de l'Intérieur, proche du ministre Georges Clemenceau et collaborateur du président du Conseil, le diplomate socialiste Aristide Briand. Alors qu'il a lui-même acheté plusieurs emprunts russes entre 1898 et 1905, sur les conseils du Crédit lyonnais, un rapport secret de la préfecture de police arrive sur son bureau en février 1909 et lui met la puce à l'oreille.
En 1931 sort un recueil de 450 pages, qui provoque un certain émoi à Paris, regroupant l'ensemble de ces courriers sous le titre : L'Abominable Vénalité de la presse (correspondance d'Arthur Raffalovitch, d'après les documents des archives russes 1897-1917). Les réactions à sa publication facilitent la création en France en 1935 d'un statut de journaliste professionnel avec le vote à l'unanimité par le Parlement de la loi Brachard.
Arthur Raffalovich a distribué 6,5 millions de francs-or (environ 23 millions d'euros de 2005), entre 1900 et 1914, de manière à assurer le succès du placement des emprunts russes dans le grand public. Dans une lettre du 2 novembre 1904 au ministre des Finances russe, il écrit par exemple : « J'ai l'honneur de remettre à Votre Excellence les chèques payés par l'agent Lenoir pour le concours donné par la presse française durant le mois de septembre. J'y joins une sorte de clef, c'est-à-dire le numéro du chèque en face du journal qui a touché ». La distribution des fonds s'est faite avec l'accord des gouvernements français et de concert avec des grandes banques françaises comme la Banque de Paris et des Pays-Bas et le syndic des agents de change.
Les 6 millions ont été distribués à une centaine de bénéficiaires, courtiers, rédacteurs financiers, directeurs et une quarantaine de journaux. La liste des journaux bénéficiaires inclut des titres d'opposition de gauche, comme L'Événement, La Lanterne, Le Rappel, La France, et Le Radical, des quotidiens républicains modérés comme Le Temps, Le Figaro ou Le Matin, des journaux d'information comme Le Petit Journal ou Le Petit Parisien.
Selon l'historien de la presse Marc Martin, cette affaire ne suffit pas à expliquer l'aveuglement de la presse française à soutenir les emprunts russes. Il cite en exemple le journal L'Économiste français de Paul Leroy-Beaulieu, « le plus réputé des périodiques économiques », qui a soutenu « vigoureusement les emprunts russes sans jamais accepter un centime, parce qu’il les jugeait utiles à la fois à l’intérêt national et à celui de l’industrie métallurgique ». Autre exemple cité par l'historien, le quotidien radical de Toulouse, La Dépêche, exclu des distributions d'argent, « n’en a pas moins que ses grands confrères parisiens défendu les emprunts russes, de même que la plupart de ses confrères de province ».
De leur côté, les journaux britanniques, dont le Times, avaient fait état de la situation budgétaire fragile de la Russie, de sa dette publique qui totalisait 12 milliards de francs-or, soit trois fois le budget de la France, et qui générait des intérêts outrepassant largement ses capacités de remboursement.